# شريف أباد (خورخورة)
شریف أباد (بالفارسية: شریف‌آباد) هي قرية تقع في إيران في قسم خورخورة الريفي. يقدر عدد سكانها بـ 65 نسمة بحسب إحصاء 2016.